# Rio Contendas
O Rio Contendas é um rio brasileiro que banha o estado do Ceará. Faz parte da bacia hidrográfica do rio Acaraú.